# 제주특별자치도교육감
제주특별자치도교육감은 제주특별자치도교육청을 대표하는 차관급 정무직 공무원이다.

## 역대 교육감
| 선출방식 | 대수   | 이름            | 임기                              | 비고                                             |
| -------- | ------ | --------------- | --------------------------------- | ------------------------------------------------ |
| 관선     |        | 교육위원회 체제 | 1962년 11월 3일 ~ 1964년 2월 3일  | 고자환, 김재은, 고창연, 조창규, 신상빈           |
| 관선     | 제1대  | 최정숙          | 1964년 2월 4일 ~ 1968년 2월 3일   |                                                  |
| 관선     | 제2대  | 부대현          | 1968년 2월 4일 ~ 1972년 2월 3일   |                                                  |
| 관선     | 제3대  | 김황수          | 1972년 2월 4일 ~ 1976년 2월 3일   |                                                  |
| 관선     | 제4대  | 김황수          | 1976년 2월 4일 ~ 1980년 2월 3일   | 재선                                             |
| 관선     | 제5대  | 양치종          | 1980년 2월 4일 ~ 1984년 2월 10일  |                                                  |
| 관선     | 제6대  | 고봉식          | 1984년 2월 11일 ~ 1988년 2월 10일 |                                                  |
| 관선     | 제7대  | 강정은          | 1988년 2월 11일 ~ 1992년 2월 10일 |                                                  |
| 간선     | 제8대  | 강정은          | 1992년 2월 11일 ~ 1996년 2월 10일 | 재선/간선제 초선                                 |
| 간선     | 제9대  | 김태혁          | 1996년 2월 11일 ~ 2000년 2월 10일 |                                                  |
| 간선     | 제10대 | 김태혁          | 2000년 2월 11일 ~ 2004년 2월 10일 | 재선                                             |
| 간선     | 제11대 | 오남두          | 2004년 2월 11일 ~ 2004년 3월 16일 |                                                  |
| 간선     | 제12대 | 양성언          | 2004년 5월 13일 ~ 2008년 2월 10일 |                                                  |
| 직선     | 제13대 | 양성언          | 2008년 2월 11일 ~ 2010년 6월 30일 | 재선/직선제 초선(2007년12월19일 재보궐선거 당선) |
| 직선     | 제14대 | 양성언          | 2010년 7월 1일 ~ 2014년 6월 30일  | 3선/직선제 재선                                  |
| 직선     | 제15대 | 이석문          | 2014년 7월 1일 ~ 2018년 6월 30일  |                                                  |
| 직선     | 제16대 | 이석문          | 2018년 7월 1일 ~ 2022년 6월 30일  | 재선                                             |
| 직선     | 제17대 | 김광수          | 2022년 7월 1일 ~                  |                                                  |

## 같이 보기
- 제주특별자치도교육감 선거